# Бернхард I фон Регенщайн
Бернхард I фон Регенщайн (на немски: Bernhard I von Regenstein; * ок. 1310; † сл. 1368) е граф на Регенщайн при Бланкенбург в Харц.

## Произход
Той е син на граф Улрих III фон Регенщайн-Хаймбург, господар в Деренбург при Бланкенбург († 1322/1323) и съпругата му София фон Анхалт-Ашерслебен († сл. 1308), дъщеря на княз Ото I фон Анхалт († 1304/1305) и принцеса Хедвиг (Йоана Ядвига) фон Силезия-Бреслау († 1300). Брат е на Албрехт II/III († 1347/1351.

## Фамилия
Бернхард I фон Регенщайн се жени за графиня фон Мансфелд-Кверфурт († 1358), дъщеря на граф Бурхард V фон Мансфелд-Кверфурт († 1354/1358) и гарфиня Ода фон Вернигероде († 1343), дъщеря на граф Албрехт V фон Вернигероде († 1320/1323). Те имат децата:
- Улрих VII фон Регенщайн († 8 януари 1375), граф на Регенщайн, женен I. за Магдалена фон Плауен, II. за Регнилда фон Волденберг
- София фон Регенщайн, омъжена на 21 май 1349 г. за граф Хайнрих IV 'Стари' фон Байхлинген († 1386)
- Бурхард (Бусо) I фон Регенщайн († 28 май 1388), граф на Регенщайн, убит в битката при Винзен на Алер, Долна Саксония